# Pieter Cauwe
Pieter Cauwe (1637-?) was een 17de-eeuwse rederijker, auteur van een succesvol liederenboek, het Geestelijk opeeltjen.

## Levensloop
Men heeft lang getwijfeld en gediscussieerd over wie Pieter Cauwe, de 'landman uit Ardooie', was. Eerst werd een Pieter Cauwe I aangeduid, geboren in Ardooie in 1637 en op een onbekende datum elders overleden. Een Pieter Cauwe II, neef van I en zoon van Jacob Cauwe, werd eveneens in Ardooie geboren in 1658 en overleed er in 1712. Hij was er kruidenier en verkocht allerhande goederen in zijn winkel, gelegen bij de kerk en het marktplein. Omdat over deze tweede Cauwe meer gegevens werden gevonden, heeft men aangenomen dat hij de betreffende auteur was. De Ardooise historicus Lucien Van Acker heeft de identificatie haarfijn uitgeplozen en is tot de bewezen conclusie gekomen dat wel degelijk Pieter Cauwe I de juiste is geweest. Vroegere teksten die naar Cauwe II verwijzen zijn dus voorbijgestreefd.
Pieter Cauwe I, die tot dezelfde familie behoorde als Cauwe II, was een kleinzoon van Andries Cauwe, die rond 1600 in Ardooie kwam wonen, en was een zoon van Laurens Cauwe en Petronella Leenknecht en werd op 5 april 1637 in Ardooie geboren. Volwassen geworden, verhuisde hij naar Brugge. Hij werd er in 1673 lid van de rederijkerskamer van de Heilige Geest, en kreeg er af en toe een prijs voor geproduceerde verzen. Beroepshalve was hij portier of huisbewaarder van het Sint-Janshospitaal. Hij is waarschijnlijk na een aantal jaren weer uit Brugge vertrokken. Hij is alvast niet vermeld als er overleden en begraven.
Cauwe was goed bekend met de liederenboeken uit zijn tijd en was geen bescheiden 'landman', maar iemand die gestudeerd had en een muzikale opleiding had genoten.
Het 'opeeltjen' dat hij samenstelde, was een klein boekje, met 41 liederen: 12 kerstliederen, 6 Marialiederen, 10 liederen over dood, ziekten en gebrekkigheden, 4 liederen over heiligen en 9 over allerlei onderwerpen. De liederen die Cauwe aanbood, kenden een ononderbroken succes, vanaf de 17de eeuw tot ver in de 19de eeuw. Grote kunst was het niet, maar de ongekunstelde en natuurlijke stijl viel in de smaak. Ook Guido Gezelle kon ze appreciëren. Hij herwerkte het gedicht Viva Maria en publiceerde het in Rond den Heerd. Hij waardeerde Cauwe en verwees bij herhaling naar zijn verzen.

## Publicatie
- Het geestelyck opeeltjen van Hardoysche roosebladers, doormenghelt met diversche reuk- en smaeckgevende liedekens om te vercieren ende vermaecken door lieffelijcke ghesanghen de dienaers en dienaeressen van de Alde-heylighste Maghet Maria. Door Pieter Cauwe, landtman van Hardoye in Vlaenderen, met de volgende publicaties:
  - eerste druk, in 1670-1675, wellicht in Brugge, waarvan geen exemplaren zijn teruggevonden (de kerkelijke goedkeuring dateerde van voor 1674, de sterfdatum van de ondertekenende censor, kanunnik Nicolaus Gerseken);
  - tweede druk in Brugge, in 1684, bij Joos Van der Meulen  (evenmin een exemplaar bekend);
  - derde druk in Duinkerke 1699, bij Antoon van Ursel;
  - vierde druk in Brugge in 1719, bij Jan-Baptist Verhulst;
  - vijfde druk in Brugge in 1735 bij Jacobus Beernaerts de oudere;
  - zesde druk in Brugge in 1810-1814 bij Jacob Beernaerts de jongere.

## Voetnoot
1. ↑   resoluut en zonder nader onderzoek, schrijft Lucien Van Acker
2. ↑   Volgens het Westvlaamsch Idioticon van De Bo en het Woordenboek der Nederlandse Taal (Deel XI) is dit een bloemtuiltje, in het West-Vlaams ook een kapeelken.
3. ↑   Rond den Heerd, 1867